# Schloss Wiser

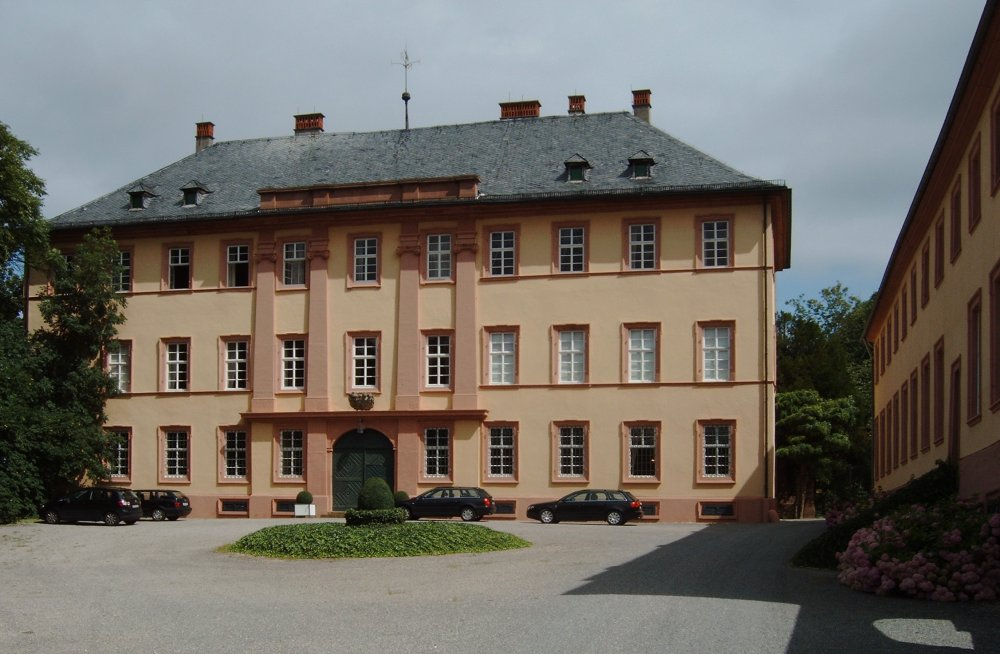
Schloss Wiser

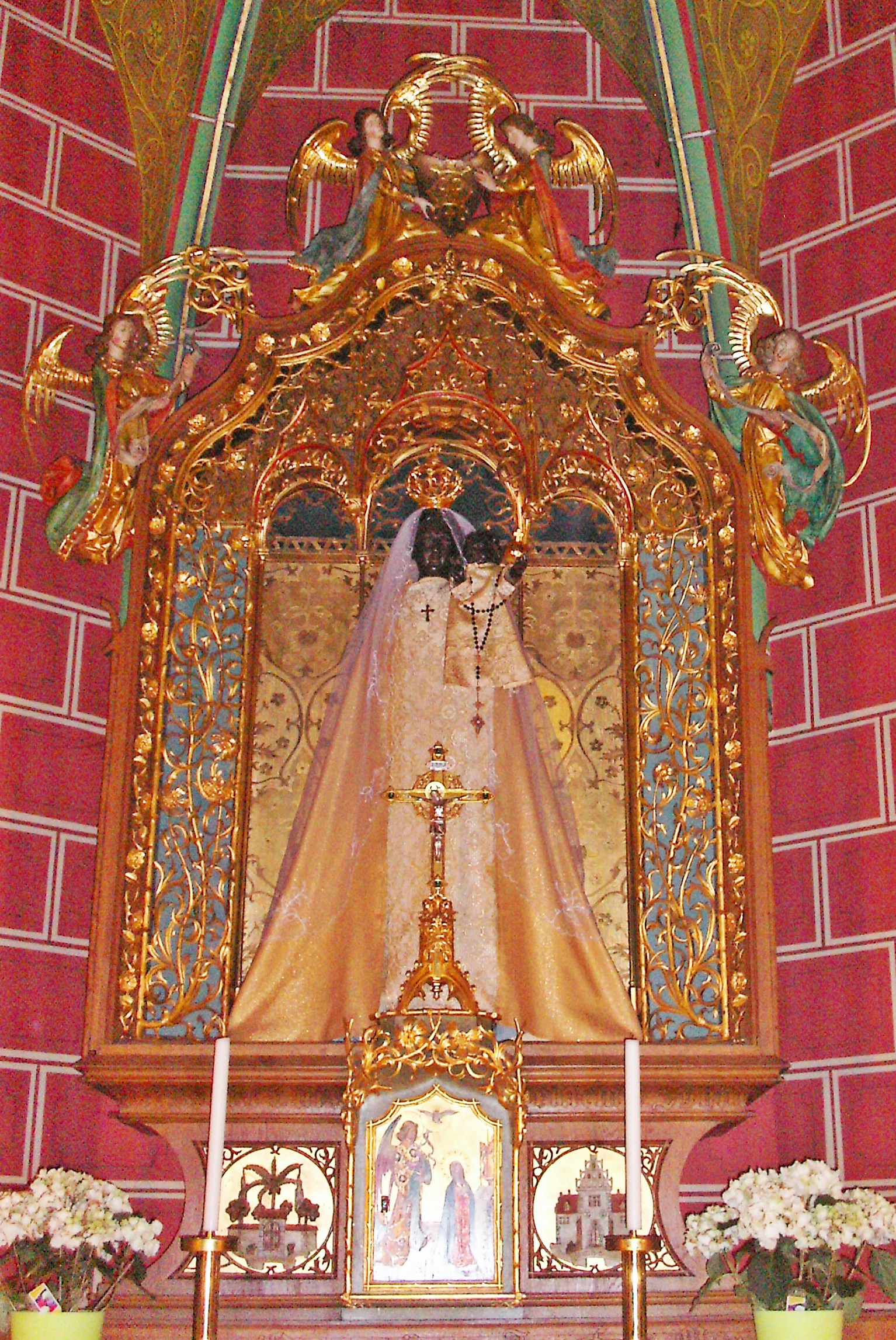
Das ursprünglich aus der Schlosskapelle stammende Gnadenbild der Schwarzen Madonna von Leutershausen

Das Schloss Wiser liegt in Leutershausen, einem Teilort von Hirschberg an der Bergstraße im Rhein-Neckar-Kreis in Baden-Württemberg.

## Geschichte
Im Jahre 1704 erwarb Graf Ferdinand Andreas von Wiser zu Leutershausen den Bettendorffschen Besitz, der 1688 zerstört wurde. Auf dem Grund dieses Adelshofes wurde 1710 das Schloss Wiser von dem Vorarlberger Baumeister Johann Jakob Rischer erstellt. Die Fassade stellt sich südländisch im damaligen oberitalienischen Stil dar, einem Übergang der Renaissance zum Barock.
1737 errichteten die Grafen im Schlosshof eine Loreto-Kapelle mit dem Gnadenbild der „Schwarzen Madonna von Leutershausen“, das 1907 in die neuerbaute Pfarr-und-Wallfahrts-Kirche St. Johannes Baptist übertragen wurde.
Innerhalb der hohen Schlossmauern befindet sich der Schlossgarten mit Skulpturen.

## Heutige Nutzung
Das Schloss ist im Privatbesitz der Grafen von Wiser und wird bewohnt. Schloss und Schlossgarten sind nicht zu besichtigen. 
An Mariä Himmelfahrt, Mitte August, findet alljährlich eine Wallfahrt mit Lichterprozession durch den Schlossgarten statt, die im Schlosshof vor der Kapelle ihren Abschluss hat. 